# Donato Giuseppe Frisoni
Donato Giuseppe Frisoni (* 1683 in Laino bei Como; † 29. November 1735 in Ludwigsburg) war ein italienischer Baumeister und Architekt.

## Werdegang

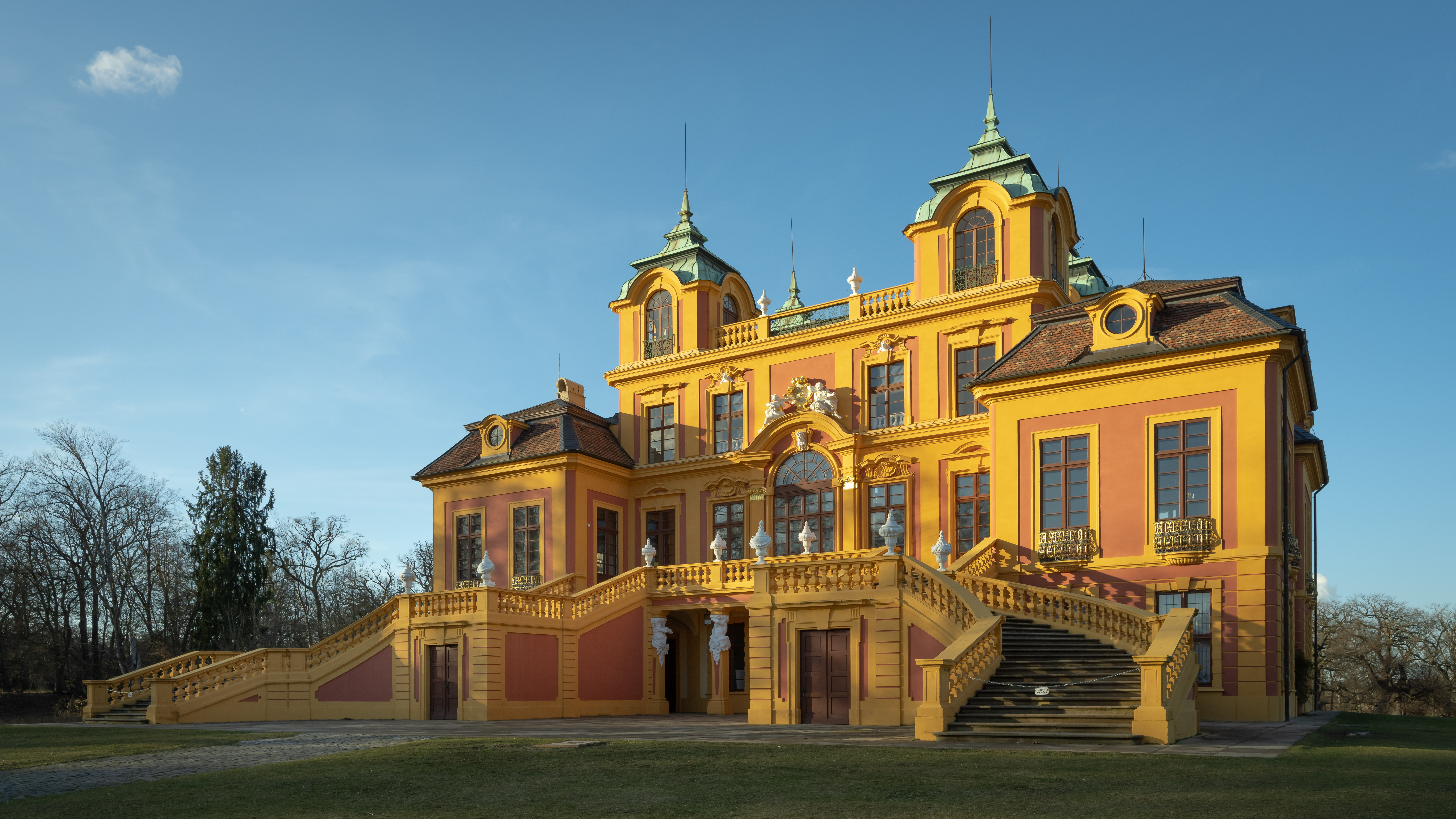
Donato Giuseppe Frisoni: Schloss Favorite, Ludwigsburg, 1723

Frisoni stammte aus einer alten Baumeisterfamilie; u. a. war er der Onkel von Leopoldo Retti, Livio Retti und Großonkel von Maurizio Pedetti. Nach einer kurzen Ausbildung im elterlichen Betrieb ging er als Stuckateur nach Prag. Von dort holte ihn 1709 Tommaso Soldati nach Ludwigsburg an die Baustelle eines Schlosses für Herzog Eberhard Ludwig.
Ab 1709 betraute man dort Frisoni mit der Leitung einer eigenen Bautruppe. Unter Frisonis Federführung entstanden ab 1717 die Pläne für die Residenzstadt Ludwigsburg und die Abtei Weingarten (Umbauten). Seine erste größere Arbeit nach seiner Ernennung zum „Landbaumeister“ war das ab 1717 unter seiner Bauleitung entstandene Schloss Favorite, die Fertigstellung feierte man 1723.
1726 wurde Frisoni zum „Obristleutnant“ ernannt. Nachdem am 31. Oktober 1733 Herzog Eberhard Ludwig starb, bezichtigte dessen Nachfolger, Herzog Karl Alexander, Frisoni der Unterschlagung und Veruntreuung von Baugeldern und entließ ihn. Er kam auf die Festung Hohenasperg, später auf den Hohenneuffen, wurde aber 1735 freigelassen und rehabilitiert. Während seiner Inhaftierung war Johann Anton von Herbort mit der Leitung des württembergischen Bauwesens betraut.